# رود شیاواسه
رود شیاواسه (به انگلیسی: Shiawassee River) رودخانهای است که در ایالات متحده آمریکا جریان دارد.